# Fédération des services CFDT
La Fédération des Services CFDT (CFDT Services) est la fédération française des travailleurs des secteurs des Services, du Commerce, de l'Hôtellerie, du Tourisme, de la Restauration, de l'Immobilier, du Travail Temporaire (Intérim), de la Propreté, de la Prévention-Sécurité, des Services aux particuliers, des Mouvements et associations, des Professions judiciaires, des Chambres Consulaires et de l'industrie de l'Habillement, du Cuir, du Textile et de la Blanchisserie. Elle fédère aujourd'hui une centaine de syndicats de ces secteurs affiliés à la CFDT.
Elle est issue d'une longue histoire remontant au XIXe siècle avec la création du SECI en 1887, puis la création de la Fédération française des syndicats d'employés catholiques en 1913 et la création de la CFTC le 1er novembre 1919 à Paris.
Au niveau international, elle est affiliée à UNI global union, IndustriALL global union et l’UITA.
Elle compte plus de 81 000 adhérents salariés et retraités en 2009.

## Historique
(août 2014).
Dates
1884 : Loi Waldeck-Rousseau autorisant la constitution des syndicats professionnels.
1887 : Fondation du SECI (Syndicat des employés du commerce et de l'industrie).
1913 : Fondation de la Fédération Française des Syndicats d'Employés Catholiques.
1919 : 1er novembre - Congrès constitutif de la C.F.T.C. - à Paris.
1940 : Manifeste des Douze
Dissolution des confédérations syndicales par le régime de Vichy (9 novembre 1940).
1941 : Charte du travail.
1944 : Rétablissement de la liberté syndicale.
1949 : Création de la Confédération internationale des syndicats libres (CISL).
1964 : La CFTC devient la CFDT (Confédération française démocratique du travail).
1965 : La Fédération des Employés devient Fédération Services, Commerce, Crédit.
1971 : Fusion de la Fédération Services, Commerce, Crédit et de la Fédération Livre-Papier-Carton sous le nom Fédération Générale Services-Livre (FGSL).
1983 : Après le départ du Livre-Papier-Carton, la FGSL devient la Fédération des Services.
2005 : Départ de la partie Services aux Entreprises pour créer la Fédération Communication Conseil Culture avec la FUPT (Fédération unifiée des Postes et Télécommunications) et la FTILAC (Fédération des travailleurs de l'information, de l'audio-visuel et de l'action culturelle).
2007 : Fusion avec la |Fédération des industries de l'Habillement, du Cuir et du Textile (HACUITEX).
2011 : Départ de la branche Assurances qui rejoint la Fédération des Banques.

## Organisation
Son d'activité englobe 11 branches professionnelles dotées d'un conseil de branche élu. Les conseils de branche sont répartis en 3 pôles professionnels :
- le pôle commerce - habillement - cuir - textile,
- le pôle hôtellerie - tourisme - restauration,
- le pôle services aux entreprises et aux particuliers.

La fédération est organisée en 73 syndicats territoriaux, 7 syndicats de branche franciliens, 2 syndicats nationaux et 8 syndicats issus de la Fédération HACUITEX.
La fédération tient un congrès tous les 4 ans. Entre 2 congrès, les syndicats de la fédération se réunissent en conseil national fédéral 1 fois par an, le dernier a eu lieu les 5 et 6 février 2014 à Tours.
Le congrès élit un bureau fédéral de 40 membres (au plus), organe directeur de la fédération. Au sein du bureau fédéral est élue une commission exécutive de 10 membres (au plus) qui assurent la direction quotidienne de la fédération. Tous les syndicats sont représentés par un ou plusieurs délégués au CNF (comité national fédéral) qui se réunit au moins 1 fois par an.

## Dirigeants

### Premiers (1913)
- Président : Jules Zirnheld
- Secrétaire général : Charles Viennet
- Secrétaire général adjoint : Gaston Tessier

### 2006-2016
- Secrétaire général : Gilles Desbordes
- Secrétaires générales adjointes : Aline Levron, Véronique Château

### 2016-2019
- Secrétaire général : Olivier Guivarch
- Secrétaire générale adjointe : Véronique Château

### 2019-2023
- Secrétaire général : Olivier Guivarch
- Secrétaire générale adjointe : Véronique Revillod

### Depuis juin 2023
- Secrétaire générale : Véronique Revillod
- Secrétaire générale adjointe : Aurélie Flisar

### Représentativité
La représentativité des organisations syndicales découlant de la loi du 20 août 2008 a été mesurée dans les entreprises privées sur les périodes 2009-2012 (1re) et 2013-2016 (2de).

### Représentativité 2021
La DGT a communiqué au Haut conseil du dialogue social la troisième mesure de la représentativité syndicale pour la période 2017-2021. Soit, dans les champs couverts par la fédération des Services CFDT (Commerce-Hacuitex, Hôtellerie-Tourisme-Restauration, Services aux entreprises et aux personnes) :
| CFDT       | 23,6% |
| CGT        | 23,1% |
| FO         | 17,9% |
| CFTC       | 14,2% |
| UNSA       | 6,9%  |
| CGC        | 6,5%  |
| SOLIDAIRES | 2,1%  |
| SPAMAF     | 1,2%  |
| CSAFAM     | 0,7%  |

### Représentativité 2017
Le 31 mars 2017, la DGT a communiqué au Haut conseil du dialogue social la seconde mesure de la représentativité syndicale pour la période 2013-2016.
Soit, dans les champs couverts par la fédération des Services CFDT (Commerce-Hacuitex, Hôtellerie-Tourisme-Restauration, Services aux entreprises et aux personnes) :

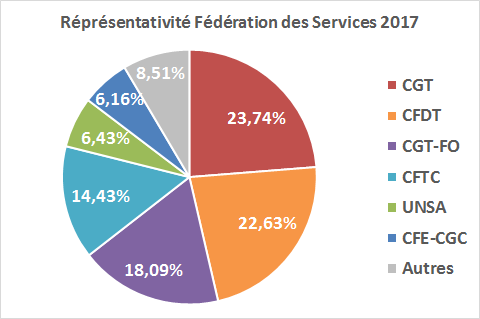
Représentativité des organisations syndicales mesurée par les élections des comités d'entreprises (ou à défaut des délégués du personnels), des TPE et des salariés du particulier.

Les syndicats contestataires (voir syndicalisme de lutte) sont en baisse (CGT -2,8 %, FO -0,6 %, Solidaires -0,3 %), alors que les syndicats réformistes (voir syndicalisme réformiste) progressent (CFDT +0,03 % CFTC +1,3 %, CFE-CGC +1,1 %, Unsa +2,1 %).
Note : trois syndicats professionnels sont aussi représentatifs uniquement dans leur branche (SPAMAF, CSAFAM, SNIGIC).

### Représentativité 2013
Rappel : La première mesure de la représentativité, pour la période 2009-2012, avait été communiqué au HCDS le 31 mars 2013.

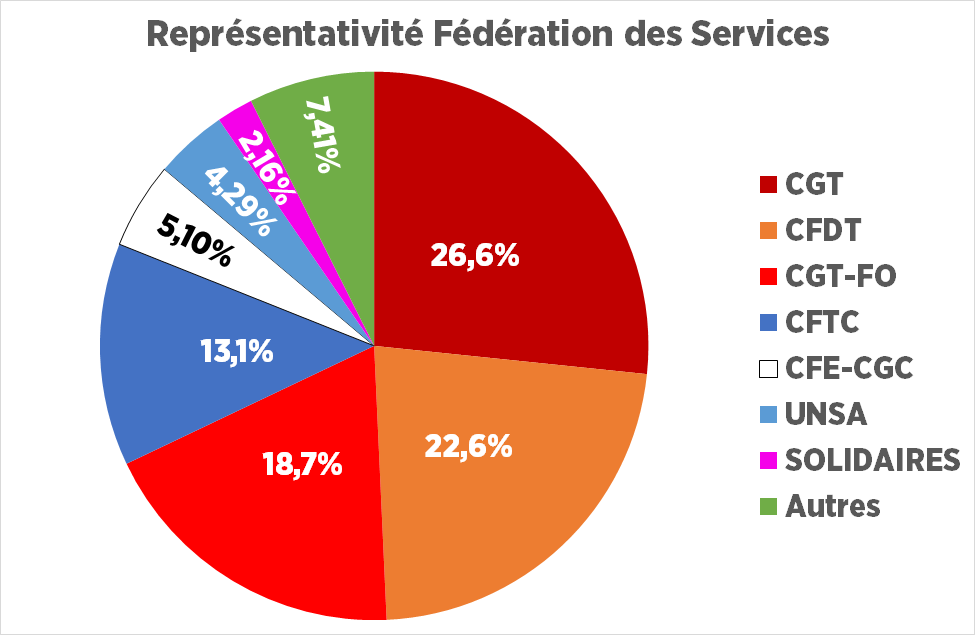
Représentativité des organisations syndicales mesurée par les élections des comités d'entreprises (ou à défaut des délégués du personnels), des TPE et des salariés du particulier

## Sources
(juillet 2015).
- CouvertureForts comme le collectif, Libres comme l'individu, Histoire de la Fédération des Services CFDT (1887-1990), Marguerite Bertrand, Rémy Jehan, supplément à Inform'Action n°213 Broché – 1999.

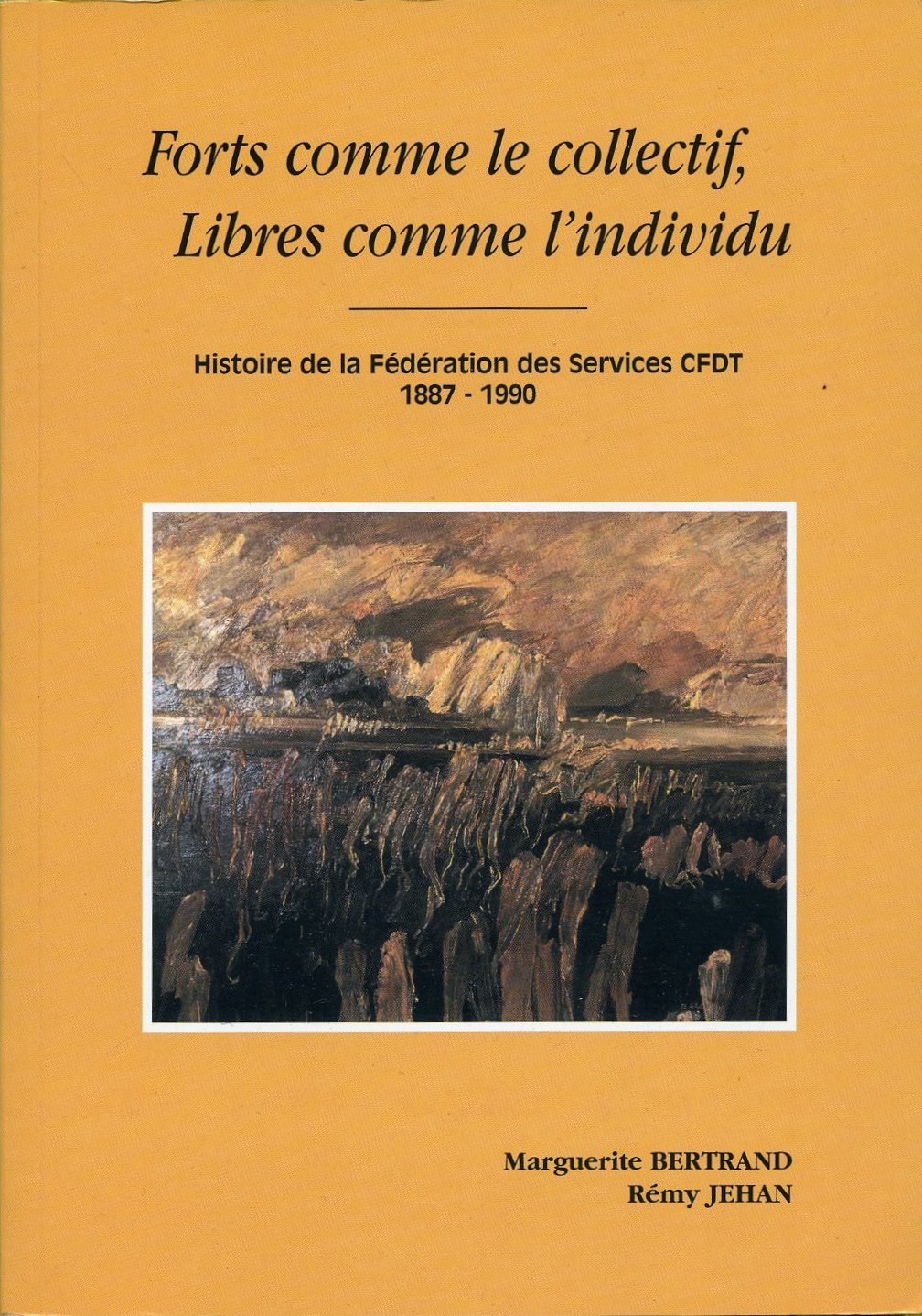
Couverture

- De la CFTC à la CFDT, syndicalisme et socialisme, "Reconstruction" (1946-1972), Les éditions ouvrières, 1980.
- Histoire de la CFDT, Paris, La Découverte, 1990.
- CFDT, Le Tertiaire éclaté, Paris, Seuil, 1980.
- L'invention de la CFDT 1957-1970: syndicalisme, catholicisme et politique dans la France de l'expansion, Frank Georgi, Éditions de l'Atelier, 1995.
- Guide fédéral, Fédération des Services CFDT, 2014.
- Histoire des syndicats, 1906-2006, Dominique Andolfatto et Dominique Labbé, Paris, Seuil, 2006
- UNE VIE OUVRIERE: Un demi-siècle de parcours militan, Graveurs de Mémoire, Christine Belsoeur, Paris, Editions L'Harmattan, 2011,  (ISBN 2296460119), 9782296460119
- La CFDT (Confédération française démocratique du travail), Que sais - je? numéro 2316, Michel Branciard, Presses Universitaires de France, 1986,  (ISBN 2130396720), 9782130396727
- La vie en intérim, Dominique Glaymann, Fayard, 23 mars 2005.
- DCG 3 - Droit social 2011/2012 - 5e édition - Manuel et Applications, corrigés inclus: Manuel et Applications, corrigés inclus, Paulette Bauvert, Nicole Siret, Dunod, 4 mai 2011, page 342.
- Histoire et sociologie du management: doctrines, textes, études de cas, Christian Thuderoz, PPUR presses polytechniques, 2006, page 177.
- Le syndicalisme des cols blancs, Jeanne Siwek-Pouydesseau, L'Harmattan, 1996, pages 101,124,229.
- Droit du travail, droit vivant, Jean-Emmanuel RAY, Wolters Kluwer France, 2010,  (ISBN 978-2-87880-890-2).
- Go Bac+2/4: Le Guide des opportunités de carrière, Gwénolé Guiomard, Hobsons France, 15 févr. 2007, page 114.
- GO bac +5: le guide des opportunités de carrières 2006, Pascale Kroll, Clarisse Juompan, Sylvie Aghabachian, Gwénolé Guiomard, Hobsons France, 2006, pages 252-253.
- Problèmes économiques, Numéro 2404, Documentation française, 1994, page 5.
- Regards sur l'actualité, Numéros 301 à 306, La Documentation française, 2004, page 102.
- Le Point, Numéros 1803 à 1815, Le Point, 2007, page 165.
- Les classes sociales dans le capitalisme aujourd'hui, Nicos Ar Poulantzas, Seuil, 1974, page 341.